# Maieta
Maieta es un género  de plantas fanerógamas pertenecientes a la familia Melastomataceae. Comprende 22 especies descritas y de estas, solo 4 aceptadas.

## Descripción
Son arbustos; con ramitas teretes, glandular-setosas. Hojas dimorfas, la más grande con un mirmecodomacio bien desarrollado en la base de la lámina, la lámina más pequeña en cada par sin mirmecodomacio. Flores 5-meras, solitarias, en pares o en cimas cortas de pocas flores en las axilas de las hojas superiores. Hipanto terete (en Mesoamérica), los dientes exteriores del cáliz subulados y en ocasiones proyectándose más allá de los lobos persistentes. Pétalos blancos, el ápice redondeado o retuso. Estambres 10, isomorfos; tecas de las anteras subuladas, completamente convolutas, emarginadas apicalmente, el poro dorsalmente inclinado, cada saco de la antera prolongado ventribasalmente por debajo de la inserción con el filamento y pareciendo 2-lobulado; conectivo no prolongado ni apendiculado. Ovario 1/2-2/3 ínfero, 5-locular, el ápice truncado-cónico, sin collar. Fruto en baya; semillas numerosas, 0.5-0.8 mm, piramidales, inconspicuamente papilosas.

## Distribución y hábitat
Ampliamente distribuidas en selvas altas perennifolias de tierras bajas de Costa Rica (Isla del Coco), Colombia, Venezuela y las Guayanas hasta el Brasil amazónico, E. de Ecuador y hacia el S. hasta Bolivia.

## Taxonomía
El género fue descrito por Jean Baptiste Christophore Fusée Aublet y publicado en Histoire des Plantes de la Guiane Françoise 1: 443, t. 176. 1775.

## Especies aceptadas
A continuación se brinda un listado de las especies del género Maieta aceptadas hasta febrero de 2013, ordenadas alfabéticamente. Para cada una se indica el nombre binomial seguido del autor, abreviado según las convenciones y usos:
- Maieta guianensis Aubl.
- Maieta neblinensis Wurdack
- Maieta poeppigii Mart. ex Cogn.
- Maieta wrightii (Griseb.) M. Gómez

## Biografía
1. Davidse, G., M. Sousa Sánchez, S. Knapp & F. Chiang Cabrera. (eds.) 2009. Cucurbitaceae a Polemoniaceae. Fl. Mesoamer. 4(1): 1–855.
2. Forzza, R. C. & et al. et al. 2010. 2010 Lista de espécies Flora do Brasil. https://web.archive.org/web/20150906080403/http://floradobrasil.jbrj.gov.br/2010/.
3. Idárraga-Piedrahíta, A., R. D. C. Ortiz, R. Callejas Posada & M. Merello. (eds.) 2011. Fl. Antioquia: Cat. 2: 9–939. Universidad de Antioquia, Medellín.